# Calliasmata pholidota
Calliasmata pholidota is een garnalensoort uit de familie van de Hippolytidae. De wetenschappelijke naam van de soort is voor het eerst geldig gepubliceerd in 1973 door Holthuis.